# CarGoTram (Dresden)
Die CarGoTram waren Güterstraßenbahnzüge, die die Dresdner Verkehrsbetriebe AG auf dem Netz der Straßenbahn Dresden betrieb. Sie wurden von der Volkswagen AG finanziert und belieferten die Gläserne Manufaktur mit Bauteilen für die Versorgung der Montage der dort gefertigten Fahrzeuge.

## Geschichte

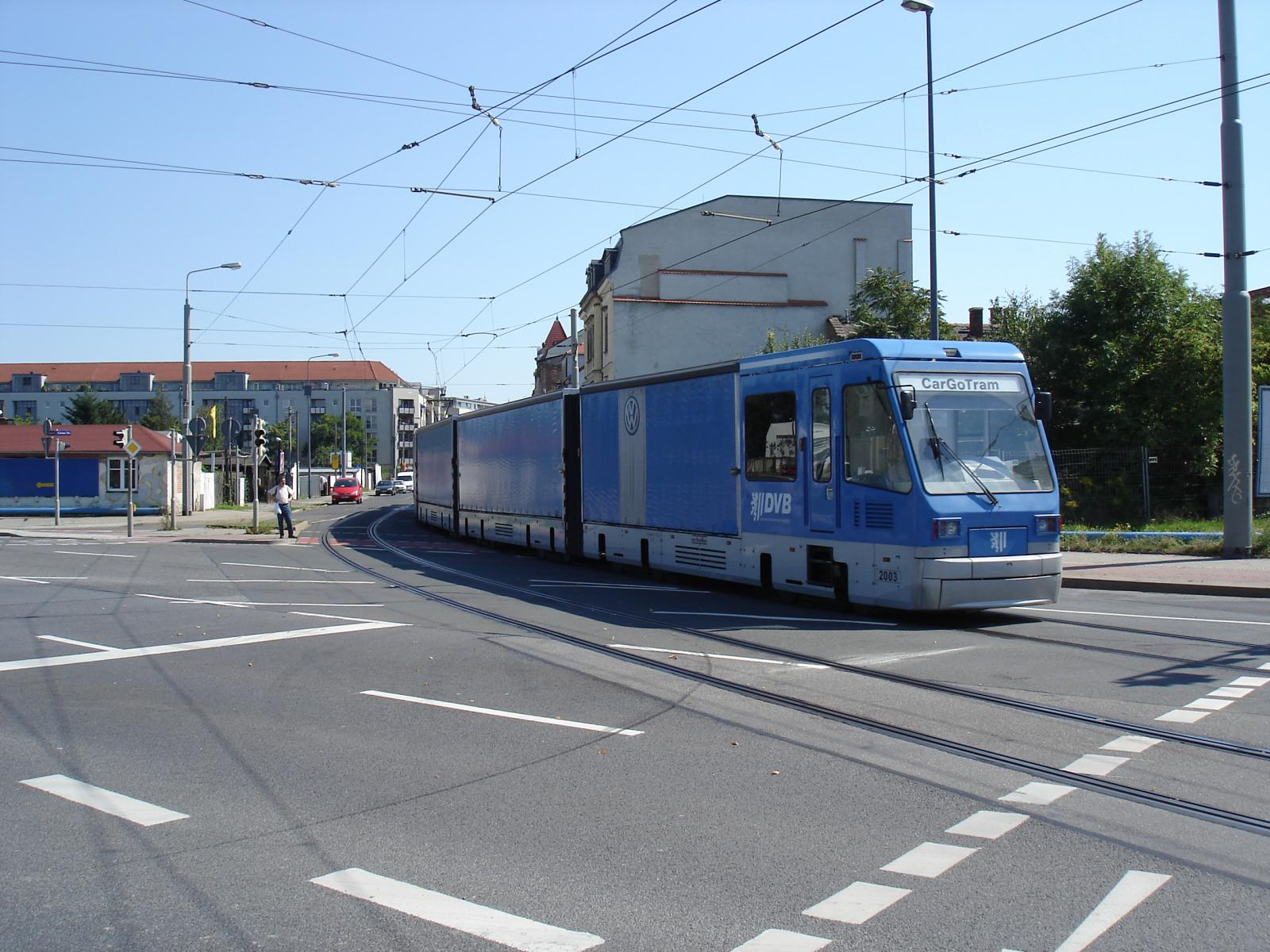
CarGoTram im Straßenverkehr

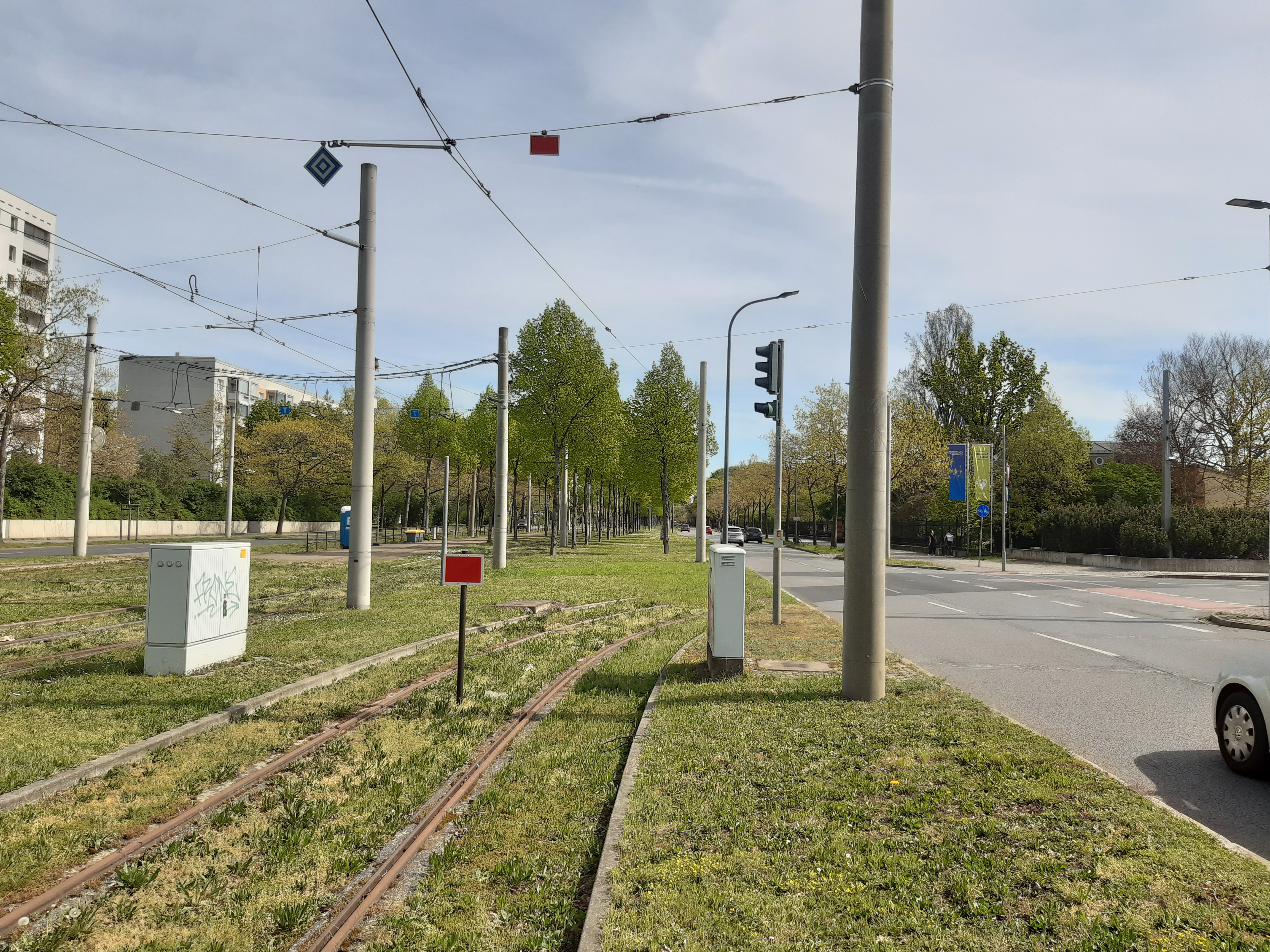
Stübelallee, stillgelegte Abzweigung in Richtung VW-Werk

Schon während der Planung des Volkswagenwerkes stellte sich die Frage, wie der Transport der einzelnen Bauteile für die Pkw vom Logistikzentrum am Bahnhof Dresden-Friedrichstadt (GVZ) zur Gläsernen Manufaktur am Großen Garten geschehen sollte. Weil die Route direkt durch die Stadt verlief und man den Transport der Bauteile mit Lkw vermeiden wollte, entschied man sich für den Bau von zwei Güterstraßenbahnzügen. Diese waren nach einem Beschluss des Stadtrats nun Auflage für die Nutzung des Produktionsstandortes Gläserne Manufaktur, nachdem es bereits massive Proteste gegen eine innerstädtische Belieferung mittels Lkw gegeben hatte.

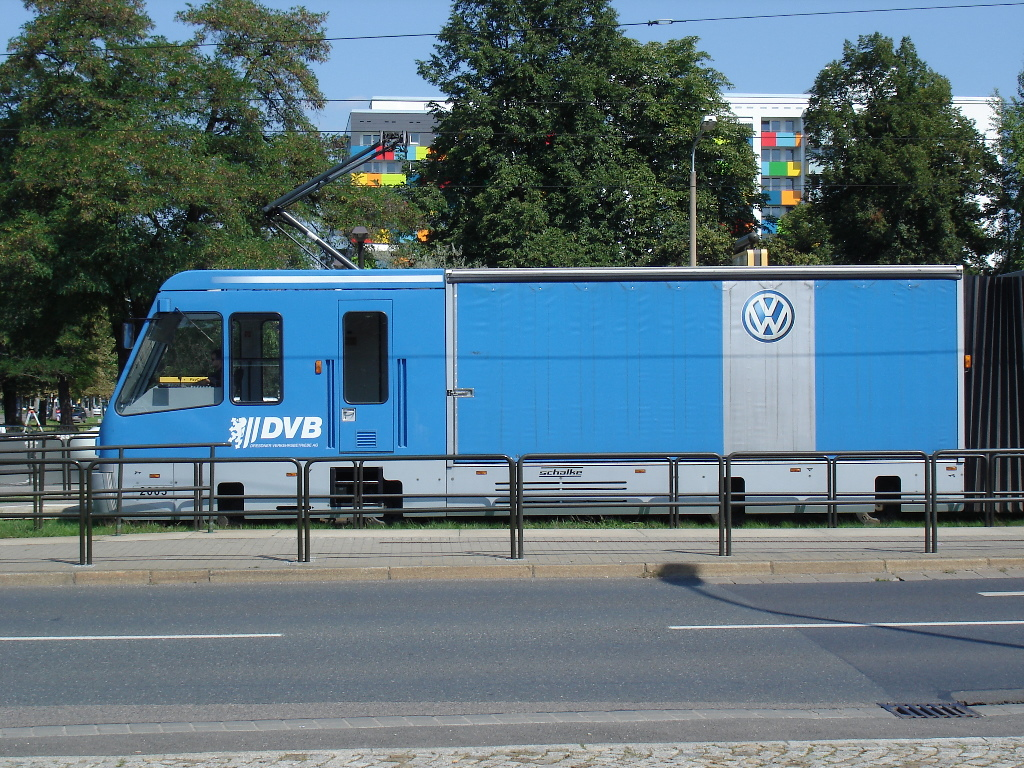
Triebwagen

Am 3. März 2000 wurden diese beiden Zugeinheiten bei der Schalker Eisenhütte in Gelsenkirchen in Auftrag gegeben. Ein Güterstraßenbahnzug kostete damals rund 6,5 Millionen Deutsche Mark. Innerhalb eines knappen Jahres wurde so ein fünfteiliger Güterstraßenbahnzug konstruiert und gebaut. Eine Besonderheit ist, dass bei den Fahrzeugen generalüberholte Triebdrehgestelle von bereits ausgemusterten Tatra-Straßenbahnwagen verwendet wurden. Die Motoren lieferte das Sachsenwerk Niedersedlitz, die Führerhäuser kamen aus Salzwedel. Die Verkehrsbetriebe stellten die Fahrerinnen und Fahrer und warteten die Fahrzeuge.
Am 16. November 2000 wurde das erste Fahrzeug im Dresdner Straßenbahnbetriebshof Trachenberge vorgestellt. Am 3. Januar 2001 absolvierte der Zug erste Testfahrten auf dem Dresdner Streckennetz. Ab 2001 verkehrte die CarGoTram zwischen dem Logistikzentrum in der Friedrichstadt und der Gläsernen Manufaktur. 30 mal sollten sie täglich auf der 5,5 km langen Strecke pendeln, so die Prognose vor der Eröffnung der Manufaktur. Bereits 2003 absolvierten die Züge höchstens zehn Fahrten. 2015 waren es im Schnitt drei am Tag.
Mit dem Ende der Produktion von VW Phaeton und Bentley Flying Spur in der Gläsernen Manufaktur im März 2016 wurde auch der Betrieb der CarGoTram mangels Bedarf eingestellt. Einer der beiden Züge wurde im Logistikhof von Volkswagen, der andere im DVB-Betriebshof Trachenberge abgestellt. Die Züge sollten nur noch gelegentlich gefahren werden.
Von März 2017 bis Dezember 2020 transportierte die CarGoTram gelegentlich Teile zur Montage des e-Golf zur Gläsernen Manufaktur. Passend dazu wurde das Erscheinungsbild um den Schriftzug „Hier kommt elektrische Ladung“ erweitert.
Im Oktober 2020 gab Volkswagen bekannt, dass der Betrieb der CarGoTram zum Weihnachtsfest 2020 endgültig enden wird. Die letzten Fahrten am 23. Dezember sollten der Räumung der letzten Teile der eGolf-Fertigung dienen. Für die künftig am Produktionsstandort gefertigten ID.3 sei laut Unternehmensangaben die Belieferung mittels der CarGoTram obsolet. Am 10. Dezember 2020 wurde der Betrieb der CarGoTram im Zusammenhang mit einem Verkehrsunfall früher als geplant endgültig eingestellt: Bei der Einfahrt des Zuges 2005+2024+2027+2021+2003 in die Zufahrtsstrecke zur Ladezone der Gläsernen Manufaktur überfuhr ein Transporter die rote Ampel und kollidierte infolgedessen mit dem Endwagen 2005.
Ende Juli 2023 wurden durch die Dresdner Verkehrsbetriebe die Gleise über die Stübelallee zur Einfahrt ins Werk, die Fahrleitung und die Ampelanlage zur Sicherung des Bahnübergangs abgebaut. Im Juli 2024 wurden die Weichen der Zufahrt zum GVZ für die CarGoTram zurückgebaut.
Im Mai 2025 wurde der Mittelwagen 2024 an das Straßenbahnmuseum Dresden übergeben. Er soll dort als Lagercontainer genutzt werden.
Am 25. Juni 2025 wurden die Mittelwagen 2022, 2023, 2025 und 2026 vom Betriebshof Trachenberge zur Verschrottung abtransportiert. Im August 2025 wurde entschieden, auch die restlichen End- und Mittelwagen (2001 bis 2005 sowie 2021 und 2027) zu verschrotten, da eine Weiternutzung oder ein Umbau unwirtschaftlich sei. Somit bleibt nur der Mittelwagen 2024 erhalten.

## Technik
Die Güterstraßenbahnzüge waren als Zweirichtungsfahrzeuge mit je einem Endwagen mit Führerstand vorn und hinten ausgeführt. Alle Achsen waren angetrieben. Ein kompletter Zug konnte bis zu drei LKW-Ladungen mit sich führen, was einem Ladevolumen von 214 Kubikmetern entsprach. Die Endwagen waren mit je einem Stromabnehmer ausgerüstet, angelegt wurde nur der auf dem jeweils vorauslaufenden.
Die maximale Zuladung betrug je Zug:
|   | 2× | 7,5 t | (Endwagen)     |
| + | 3× | 15 t  | (Mittelwagen)  |
|   |    | 60 t  | Gesamtzuladung |

Die Endwagen erhielten die Nummern 2001 bis 2005, die Mittelwagen 2021 bis 2027. Der Endwagen 2005 und der Mittelwagen 2027 wurden als Ersatz vorgehalten.
|  | Ein Endwagen bot weniger Ladevolumen als ein Mittelwagen, da hier der Führerstand untergebracht ist. |
|  | In der Regel wurden zwischen die beiden Endwagen drei Mittelwagen eingestellt.                       |